# Osrečje
Osrečje – wieś w Słowenii, w gminie Škocjan. W 2018 roku liczyła 74 mieszkańców.